# Kifjorden (Lebesby)
Kifjorden (nordsamisk: Gihpovuotna) er en fjordarm af Laksefjorden  på Nordkinnhalvøen i Lebesby kommune i Troms og Finnmark fylke i Norge. Fjorden går  fem kilometer mod nord til Kifjord i enden af fjorden.
Fjorden har indløb mellem Torveneset i vest og Kifjordneset i øst. Kifjord er en bygd i enden af fjorden, men der ligger også flere andre bebyggelser langs fjorden, hovedsagelig på østsiden, selv om denne side ikke har vejforbindelse. Langs vestsiden går fylkesvej 241 (Finnmark).